# Тюрфінг

Тюрфінг на гербі парафії острова Bolmsö

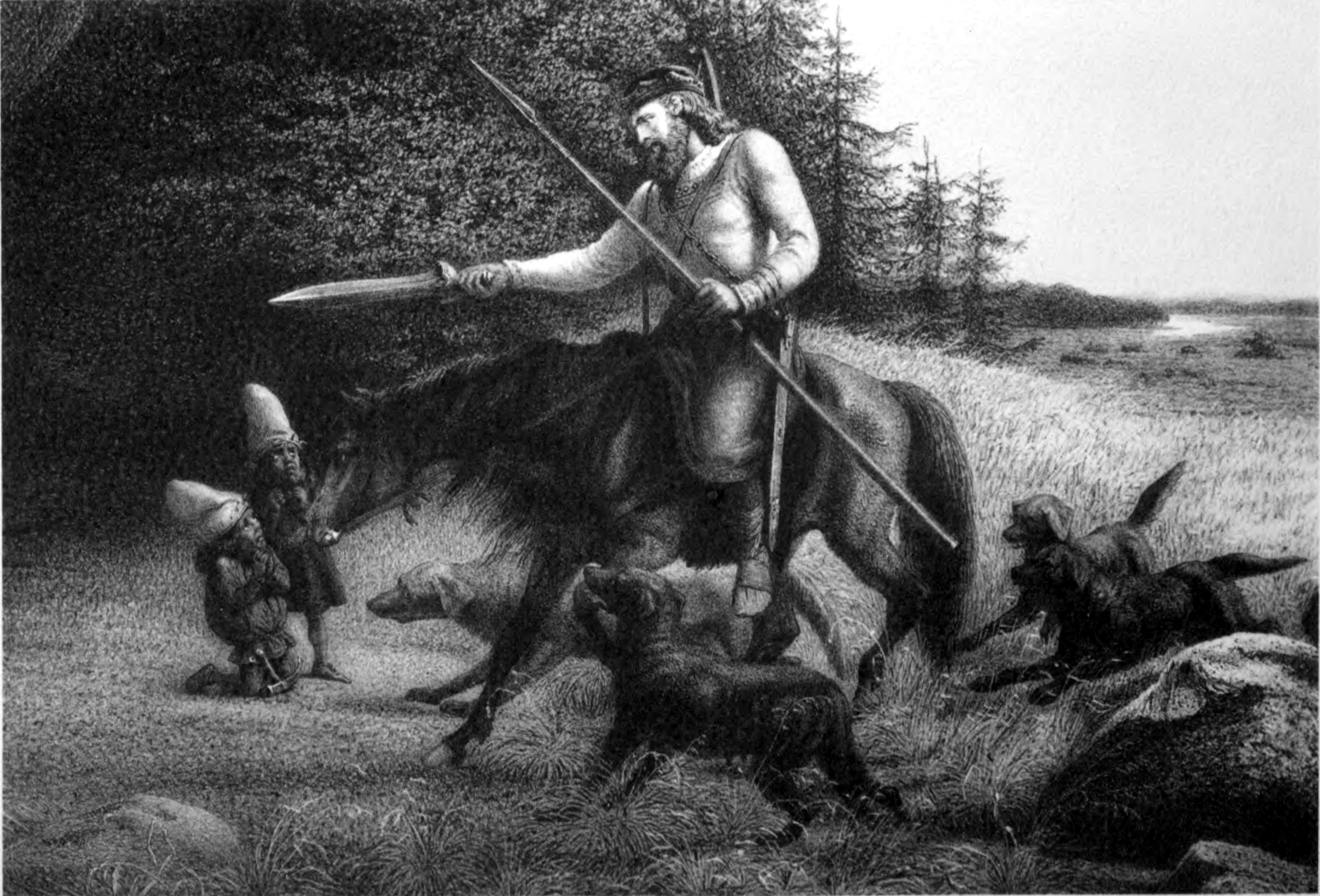
Сіргламі отримує меч Тюрфінг від гномів, художник Лоренц Фроліх, 1906 рік.

Тюрфінг (давньосканд. Tyrfingr — «Палаючий») — чарівний меч згідно германо-скандинавської міфології, згадка про який міститься в скандинавській «Сазі про Хервера», складеній у XIII столітті шляхом обробки набагато більш давнього матеріалу. Володарем чарівного меча був конунг Сіргламі з Гардарики. Його меч був найгострішим зі всіх та сяяв як промінь сонця. Чарівний меч викували гноми. Тюрфінг ніколи не повертався в піхви, поки він не обагриться кров'ю, як і інший легендарний скандинавський меч, Дайнслейф.
У сагах також вказано, що «не було жодної живої істоти, яка б дожила до наступного дня, уражена мечем». Удар від нього неможливо було відбити і він не зупинявся, поки не потрапляв в землю, і та людина, що брала його в бій, здобувала перемогу, якщо билася ним. Цей меч відомий у всіх стародавніх сагах.

Згодом, Сіргламі подарував свій меч Арнгріму, в знак подяки за вірність. В ході битви між Арнгрімом та Хьяльмаром, Хьяльмар, поранений, сказав:
Поранив мені серце
клинок Ангантюра,
гострий кінчик меча,
загартований в отруті.
У «Ворожбі Хервьор» розповідається про те, як діва-войовниця Хервьор, донька Ангантюра отримала на могилі батька «дивовижний меч Тюрфінг», викуваний гномами для конунга Гардаріки Сіргламі:«…Пробудись, Аргантюр, тебе будить Хервьор, єдина донька, Ваша зі Свавой; віддай із кургану гострий свій меч, що для Сігргламі гноми зкували…».
Батько передрікає смерть роду Хервьор, аргуменутючи, що жіночі руки не зможуть втримати меча, та зазначає, що Тюрфінг проклятий. Після повернення на батьківщину, Хервьор народжує сина, який згодом їде у міфічні землі.
Чарівний меч згадується у розповіді про Хейдрека, що замахнувся ним на Одіна, однак Одін обернувся в сокола і полетв. Хейдрек вдарив йому услід та відтяв пір'я з його хвоста, тому сокіл з тих пір короткохвостий.
Як пояснюється в словнику Vigfusson-Cleasby, це ім'я меча походить від слова tyrfi («смолиста ялина»), тому що меч палав як смолисте дерево.
Схожу легенду можна зустріти у японській культурі, адже самураї вірили, що катани знаменитого мечника і коваля Мурамаси, що жив приблизно в XVI столітті, теж не можна заховати, поки він не покуштує крові, хоч би і крові власника.